# ATP World Tour Finals 2016
De ATP World Tour Finals 2016 werden van 13 tot en met 20 november 2016 gehouden in The O2 Arena in Londen. Er werd indoor op hardcourtbanen gespeeld. Het deelnemersveld bestond uit de beste acht spelers/dubbels van de ATP Rankings. De titelverdediger in het enkelspel, Novak Đoković. In de finale tussen Andy Murray en Novak Đoković stond naast de titel ook de nummer één plaats op de eindejaarsranglijst op het spel. Andy Murray trok de finale in twee sets naar zich toe.
In het dubbelspel hadden de titelverdedigers Jean-Julien Rojer en Horia Tecău zich niet kunnen kwalificeren voor het toernooi. Henri Kontinen en John Peers wonnen het toernooi.

## Enkelspel

### Deelnemers
De acht geplaatste spelers + vervanger:
| Rang | Speler             | Resultaat              |
| ---- | ------------------ | ---------------------- |
| 1.   | Andy Murray        | winnaar                |
| 2.   | Novak Đoković      | verliezend finalist    |
| 3.   | Stanislas Wawrinka | groepsfase             |
| 4.   | Milos Raonic       | halve finale           |
| 5.   | Kei Nishikori      | halve finale           |
| 6.   | Gaël Monfils       | groepsfase / opgave    |
| 7.   | Marin Čilić        | groepsfase             |
| 8.   | Dominic Thiem      | groepsfase             |
| 9.   | David Goffin       | groepsfase / vervanger |

### Prijzengeld en ATP-punten
| Resultaat                    | Prijzengeld    | ATP-punten |
| ---------------------------- | -------------- | ---------- |
| winnaar zonder nederlaag     | $2.549.000     | 1500       |
| winnaar                      | GF+ $1.675.000 | GF+900     |
| finale                       | GF+ $545.000   | GF+400     |
| groepsfase (per overwinning) | $179.000       | 200        |
| deelnemers                   | $179.000       |            |
| vervangers                   | $102.000       |            |

### Groepsfase
De eindstand in de groepsfase wordt bepaald door achtereenvolgend te kijken naar eerst het aantal overwinningen in combinatie met het aantal wedstrijden. Mochten er dan twee spelers gelijk staan wordt er naar het onderling resultaat gekeken. Mocht het aantal overwinningen en wedstrijden bij drie of vier spelers gelijk wordt er gekeken naar het percentage gewonnen sets en eventueel gewonnen games. Als er dan nog steeds geen ranglijst opgemaakt kan worden dan beslist de wedstrijdcommissie.

#### Groep John McEnroe
|                    |                    | score            |
| ------------------ | ------------------ | ---------------- |
| Kei Nishikori      | Stanislas Wawrinka | 6-2, 6-3         |
| Andy Murray        | Marin Čilić        | 6–3, 6–2         |
| Andy Murray        | Kei Nishikori      | 6-7(9), 6-4, 6-1 |
| Stanislas Wawrinka | Marin Čilić        | 7-3(3), 7-6(3)   |
| Andy Murray        | Stanislas Wawrinka | 6-4, 6-2         |
| Marin Čilić        | Kei Nishikori      | 3-6, 6-2, 6-3    |

| Nr. | Speler        | Wedstrijd w-v | Sets w-v | Games w-v |
| --- | ------------- | ------------- | -------- | --------- |
| 1   | Andy Murray   | 3-0           | 6-1      | 44-24     |
| 2   | Kei Nishikori | 1-2           | 4-4      | 38-38     |
| 3   | Stan Wawrinka | 1-2           | 2-4      | 25-36     |
| 4   | Marin Čilić   | 1-2           | 2-5      | 32-37     |

#### Groep Ivan Lendl
|               |               | score             |
| ------------- | ------------- | ----------------- |
| Novak Đoković | Dominic Thiem | 6-7(10), 6-0, 6-2 |
| Milos Raonic  | Gaël Monfils  | 6-3, 6-4          |
| Dominic Thiem | Gaël Monfils  | 6-3, 1-6, 6-4     |
| Novak Đoković | Milos Raonic  | 7–6(6), 7-6(5)    |
| Novak Đoković | David Goffin  | 6-1, 6–2          |
| Milos Raonic  | Dominic Thiem | 7-6(5), 6-3       |

| Nr. | Speler        | Wedstrijd w-v | Sets w-v | Games w-v |
| --- | ------------- | ------------- | -------- | --------- |
| 1   | Novak Đoković | 3-0           | 6-1      | 44-24     |
| 2   | Milos Raonic  | 2-1           | 4-2      | 37-30     |
| 3   | Dominic Thiem | 1-2           | 3-5      | 31-44     |
| 4   | David Goffin  | 0-1           | 0-2      | 3-12      |
| 5   | Gaël Monfils  | 0-2           | 1-4      | 20-25     |

### Eindfase
|  | Halve finale | Halve finale  | Halve finale  | Halve finale | Halve finale |               |   | Finale      | Finale | Finale | Finale | Finale |
|  |              |               |               |              |              |               |   |             |        |        |        |        |
|  | 1            | Andy Murray   | 5             | 7            | 7            |               |   |             |        |        |        |        |
|  | 4            | Milos Raonic  | 7             | 65           | 65           |               |   |             |        |        |        |        |
|  | 4            | Milos Raonic  | 7             | 65           | 65           |               | 1 | Andy Murray | 6      | 6      |        |        |
|  |              |               |               |              |              |               | 1 | Andy Murray | 6      | 6      |        |        |
|  |              | 2             | Novak Đoković | 3            | 4            |               |   |             |        |        |        |        |
|  | 2            | 2             | Novak Đoković | 3            | 4            | Novak Đoković | 6 | 6           |        |        |        |        |
|  | 2            |               |               |              |              | Novak Đoković | 6 | 6           |        |        |        |        |
|  | 5            | Kei Nishikori | 1             | 1            |              |               |   |             |        |        |        |        |

## Dubbelspel

### Deelnemers
De acht geplaatste teams:
| Rang | Team                                | Resultaat           |
| ---- | ----------------------------------- | ------------------- |
| 1.   | Pierre-Hugues Herbert Nicolas Mahut | groepsfase          |
| 2.   | Jamie Murray Bruno Soares           | halve finale        |
| 3.   | Bob Bryan Mike Bryan                | halve finale        |
| 4.   | Feliciano López Marc López          | groepsfase          |
| 5.   | Henri Kontinen John Peers           | winnaars            |
| 6.   | Ivan Dodig Marcelo Melo             | groepsfase          |
| 7.   | Raven Klaasen Rajeev Ram            | verliezend finalist |
| 8.   | Treat Huey Maks Mirni               | groepsfase          |

### Prijzengeld en ATP-punten
| Resultaat                    | Prijzengeld    | ATP-punten |
| ---------------------------- | -------------- | ---------- |
| winnaars zonder nederlaag    | $2.549.000     | 1500       |
| winnaars                     | GF + $ 265.000 | GF+900     |
| finale                       | GF+ $83.000    | GF+400     |
| groepsfase (per overwinning) | $34.000        | 200        |
| deelnemers                   | $88.000        |            |
| vervangers                   | $34.000        |            |

### Groepsfase
De eindstand in de groepsfase wordt bepaald door achtereenvolgend te kijken naar eerst het aantal overwinningen in combinatie met het aantal wedstrijden. Mochten er dan twee koppels gelijk staan wordt er naar het onderling resultaat gekeken. Mocht het aantal overwinningen en wedstrijden bij drie of vier koppels gelijk wordt er gekeken naar het percentage gewonnen sets en eventueel gewonnen games. Als er dan nog steeds geen ranglijst opgemaakt kan worden dan beslist de wedstrijdcommissie.

#### Groep Fleming/McEnroe
|                            |                                     | score               |
| -------------------------- | ----------------------------------- | ------------------- |
| Raven Klaasen Rajeev Ram   | Pierre-Hugues Herbert Nicolas Mahut | 7-5, 6-4            |
| Henri Kontinen John Peers  | Feliciano López Marc López          | 6-4, 7-5            |
| Henri Kontinen John Peers  | Raven Klaasen Rajeev Ram            | 6-3, 6-4            |
| Feliciano López Marc López | Pierre-Hugues Herbert Nicolas Mahut | 7-5, 5-7 [10-8]     |
| Henri Kontinen John Peers  | Pierre-Hugues Herbert Nicolas Mahut | 6-7(5), 6-4, [10-4] |
| Raven Klaasen Rajeev Ram   | Feliciano López Marc López          | 6-3, 7−6(8)         |

| Nr. | Team                                | Wedstrijd w-v | Sets w-v | Games w-v |
| --- | ----------------------------------- | ------------- | -------- | --------- |
| 1   | Henri Kontinen John Peers           | 3-0           | 6-1      | 38-27     |
| 2   | Raven Klaasen Rajeev Ram            | 2-1           | 4-2      | 33-30     |
| 3   | Feliciano López Marc López          | 1-2           | 2-5      | 31-38     |
| 4   | Pierre-Hugues Herbert Nicolas Mahut | 0-3           | 2-6      | 32-39     |

#### Groep Edberg/Jarryd
|                           |                         | score            |
| ------------------------- | ----------------------- | ---------------- |
| Bob Bryan Mike Bryan      | Ivan Dodig Marcelo Melo | 7-6(3), 6-0      |
| Jamie Murray Bruno Soares | Treat Huey Maks Mirni   | 6-4, 7-5         |
| Jamie Murray Bruno Soares | Bob Bryan Mike Bryan    | 6-3, 6-4         |
| Ivan Dodig Marcelo Melo   | Treat Huey Maks Mirni   | 7-5, 6-4         |
| Jamie Murray Bruno Soares | Treat Huey Maks Mirni   | 6-4, 6-4         |
| Bob Bryan Mike Bryan      | Ivan Dodig Marcelo Melo | 6-3, 3-6, [10-6] |

| Nr. | Team                      | Wedstrijd w-v | Sets w-v | Games w-v |
| --- | ------------------------- | ------------- | -------- | --------- |
| 1   | Jamie Murray Bruno Soares | 3-0           | 6-1      | 35-25     |
| 2   | Bob Bryan Mike Bryan      | 2-1           | 4-2      | 32-26     |
| 3   | Ivan Dodig Marcelo Melo   | 1-2           | 3-4      | 28-32     |
| 4   | Treat Huey Maks Mirni     | 0-3           | 0-6      | 26-38     |

### Eindfase
|  | Halve finale | Halve finale              | Halve finale             | Halve finale | Halve finale |     |                           | Finale | Finale | Finale | Finale | Finale |
|  |              |                           |                          |              |              |     |                           |        |        |        |        |        |
|  | 5            | Henri Kontinen John Peers | 7                        | 6            |              |     |                           |        |        |        |        |        |
|  | 3            | Bob Bryan Mike Bryan      | 62                       | 4            |              |     |                           |        |        |        |        |        |
|  | 3            | Bob Bryan Mike Bryan      | 62                       | 4            |              | 5   | Henri Kontinen John Peers | 2      | 6      | [10]   |        |        |
|  |              |                           |                          |              |              | 5   | Henri Kontinen John Peers | 2      | 6      | [10]   |        |        |
|  |              | 7                         | Raven Klaasen Rajeev Ram | 6            | 1            | [8] |                           |        |        |        |        |        |
|  | 2            | 7                         | Raven Klaasen Rajeev Ram | 6            | 1            | [8] | Jamie Murray Bruno Soares | 1      | 4      |        |        |        |
|  | 2            |                           |                          |              |              |     | Jamie Murray Bruno Soares | 1      | 4      |        |        |        |
|  | 7            | Raven Klaasen Rajeev Ram  | 6                        | 6            |              |     |                           |        |        |        |        |        |